# وارون دهاوان
وارون داوان (انگلیسی: Varun Dhawan؛ زادهٔ ۲۴ آوریل ۱۹۸۷) هنرپیشه اهل هند است که از سال ۲۰۱۲ میلادی تاکنون مشغول فعالیت در بالیوود است.
داوان فرزند کارگردان هندی دیوید داوان است. او در دانشگاه دانشگاه ناتینگهام تحصیلات خود را در رشته مدیریت‌بازرگانی به پایان رسانده‌است. پس از آن وی به عنوان دستیار کارگردان با کاران جوهر و در فیلم پرفروش «من خان هستم» همکاری کرد و برای اولین بار در سال ۲۰۱۲ و در فیلم «دانش‌آموز سال» به کارگردانی کاران جوهر به ایفای نقش پرداخت. او در روز ۲۴ ژانویه ۲۰۲۱ با ناتاشا دلال طراح مد ازدواج کرد. بازیگر سینمای هند، سلمان خان، در طی مصاحبه‌ای با یکی از مجلات هندی، از وارون داوان در کنار دو بازیگر جوان هند رانویر سینگ و تایگر شروف نام برد که می‌توانند در آینده نزدیک جای خالی سه خان مطرح هند یعنی خودش و شاهرخ خان و عامر خان را پر کنند.او یکی از بهترین بازیگران نسل خود هست.[نیازمند منبع]

## فیلم‌شناسی
| عنوان فیلم               | بازیگر      | کاراکتر                      | زبان دوبله شده | زبان اصلی | سال تولید | توضیحاتs |
| ------------------------ | ----------- | ---------------------------- | -------------- | --------- | --------- | -------- |
| کاپیتان آمریکا:جنگ داخلی | کریس ایوانز | کاپیتان آمریکا / استیو راجرز | هندی           | انگلیسی   | ۲۰۱۶      |          |

| آیکون خرد | این یک مقالهٔ خرد بازیگر است. می‌توانید با گسترش آن به ویکی‌پدیا کمک کنید. |

| آیکون خرد | این یک مقالهٔ خرد بازیگر است. می‌توانید با گسترش آن به ویکی‌پدیا کمک کنید. |